# Don Swayze
Donald Carl 'Don' Swayze (Houston, 10 augustus 1958) is een Amerikaans acteur en stuntman.

## Biografie
Swayze werd geboren in Houston in een gezin van vier kinderen. Hij is de jongere broer van de in 2009 overleden acteur Patrick.
Swayze begon in 1984 met acteren in de film I Married a Centerfold, hierna speelde hij nog meer dan 100 rollen in films en televisieseries.
Swayze was van 1985 tot en met 1993 getrouwd en heeft met zijn voormalige echtgenote een dochter.

## Filmografie

### Films
Selectie:
- 2024 On Swift Horses - als Terence
- 2019 Deadwood: The Movie - als Seacrest
- 2009 Powder Blue - als uitsmijter
- 2003 Betrayal - als Fred

### Televisieseries
Uitgezonderd eenmalige gastrollen.
- 2021 Lucifer - als eigenaar benzinestation - 2 afl.
- 2020 Sons of Thunder - als Angie D. - 5 afl.
- 2009-2017 Family Guy - als Patrick Swayze (stem) - 2 afl.
- 2017 Tucker's War - als Charlie Caleb Carson - 2 afl.
- 2013 The Bridge - als Tampa Tim - 4 afl.
- 2011 Days of our Lives - als lommerd - 2 afl.
- 2010 Passenger - als Kylek - 2 afl.
- 2010 The Young and the Restless - als Shaw Roberts - 5 afl.
- 2010 True Blood - als Gus - 6 afl.
- 2007 Criminal Minds - als Charles Hankel - 2 afl.
- 2003-2005 Carnivàle - als getatoeëerde man - 6 afl.
- 2000-2002 V.I.P. - als Merrick - 2 afl.
- 1999-2000 Movie Stars - als Don Swayze - 10 afl.
- 1995 NYPD Blue - als Alex - 2 afl.

### Stuntwerk
- 1998 Letters from a Killer - film
- 1997 Most Wanted - film
- 1994 Drop Zone - film